# Heinäsaari (ö i Mellersta Finland, Äänekoski)
Heinäsaari är en ö i Finland. Den ligger i sjön Kuhnamo och i kommunen Äänekoski i den ekonomiska regionen  Äänekoski ekonomiska region  och landskapet Mellersta Finland, i den centrala delen av landet, 280 km norr om huvudstaden Helsingfors. Öns area är 1,1 hektar och dess största längd är 160 meter i öst-västlig riktning.